# Cometes flavipennis
Cometes flavipennis là một loài bọ cánh cứng trong họ Cerambycidae.